# Maria Tudor (opera)
Maria Tudor is een opera in vier bedrijven van de Braziliaanse componist Antônio Carlos Gomes, op een libretto van Emilio Praga dat voltooid werd door Giuseppe Zanardini en Ferdinando Fontana. Het stuk is gebaseerd op een roman van Victor Hugo. De wereldpremière vond plaats op 17 maart 1879 in het Teatro alla Scala te Milaan.

## Eerste opvoering
De rolverdeling bij de eerste opvoering was als volgt:
- Maria Tudor - Anna D'Ageri,
- Conte Fabiano Fabiani - Francesco Tamangi,
- Giovanna - Emma Turella,
- Don Gil Fernando - Giuseppe Taschmann,
- Gilberto - Edouard de Reszke

## Inhoud
Londen, ca. 1555

### Eerstebedrijf
Een plein met het zicht op Londen over de Theems.
Een groep edelen, waaronder de Spaanse ambassadeur, Don Gil de Tarragona, klaagt over de excessen van de koningin, Maria Tudor, en haar minnaar, Fabiano Fabiani (La reggia tripudia nell' orgia e nel sangue). Don Gil vertelt hen dat Fabiani's invloed zal verdwijnen, maar weigert hier verder op in te gaan.
Als de edelen afdruipen, komt Giovanna, een wees die bij het plein woont, op, om te wachten op 'Lionel', haar minnaar (Quanti raggi del ciel). In plaats daarvan ontmoet ze Gilberto, een metselaar die haar heeft opgevoed, maar wiens gevoelens naar haar aanzienlijk meer zijn dan vaderlijk. Hij smeekt haar zijn liefde te beantwoorden, maar zij zegt hem alleen als vader of als broer te kunnen liefhebben. Ze gaat terug naar huis, en laat Gilberto achter met zijn verlangen (Tanto il mio cor, bell'angelo). Don Gil komt op en waarschuwt Gilberto dat Giovanna een minnaar heeft, die Lionel heet, en die weldra zal komen. 'Lionel' is eigenlijk Fabiano Fabiani, de minnaar van de koningin, die zich vermomd heeft om een burgermeisje het hof te kunnen maken. Giovanna ontmoet hem, en ze geeft toe aan een vreemd voorgevoel waardoor ze hem smeekt haar te verlaten, omdat ze om zijn leven vreest als Gilberto hen zou ontdekken. Hij weigert echter en ze omhelst hem (Mio dolce amor, ripensa a me). Plotseling zijn Gilberto en Don Gil er, maar Fabiani weet te ontsnappen. Don Gil onthult de werkelijke identiteit van haar minnaar aan Giovanna, en belooft Gilberto wraak aan de verleider.

### Tweede bedrijf
Het koninklijke park bij Windsor Castle.
Edelen en hun dames, gekleed voor de jacht, bezingen de koningin, die de festiviteiten vanuit haar paviljoen overziet. Fabiano zit aan haar voeten (Viva il re della fulgida mensa). Tijdens een onderonsje zegt Lord Montague tegen Lord Clinton dat de koningin minder aandacht heeft voor de complimenten van de menigte dan het gefluister van haar minnaar. Fabiano bedankt de menigte voor de eer die ze de koningin bewezen heeft, en hij verwenst luid diegenen die hun koningin "Bloody Mary" noemen. Hoe kunnen ze zoiets zeggen van zo'n glimlachend gezicht? Maria antwoordt dat een vrouw veranderlijk is als de zee, ze herinnert hem eraan dat ze pas de hertog van Suffolk nog heeft laten onthoofden.
Een page kondigt het vermaak van de dag aan, zangers uit Avignon, die een madrigaal ten gehore brengen (Corse Cipringa a rintracciar Cupido) en een lied (La Provenza - la terra dei canti). De koningin kondigt het begin van de jacht aan, maar vraagt Fabiano bij haar te blijven. Ze verklaren elkaar hun liefde (Colui che non canta), en Maria herinnert hem eraan dat de Spaanse ambassadeur aandringt op een huwelijk met koning Filips van Spanje. Fabiano vervloekt de gedachte aan de bruiloft als Maria hem smeekt nogmaals te zeggen dat hij van haar houdt.
De page komt terug en zegt tegen de koningin dat Don Gil om een audiëntie verzoekt, en dat hij begeleidt wordt door een vreemde. Maria stuurt Fabiano weg en ontvangt Don Gil en Gilberto die haar vertellen over Fabiano's dubbelheid. Giovanna wordt binnengebracht en die bevestigt het verhaal, en ze verhaalt hoe ze het lied van een onbekende zanger hield voor de eerlijkheid van de man zelf (Nell'ora pia del vespro). Maria ziet in de vernietiging van Giovanna's dromen van liefde het einde van die van haarzelf, Gilberto denkt alleen aan wraak, en Don Gil verheugt zich over de val van Fabiano.
Maria schreeuwt om wraak, en Gilberto vraagt haar het instrument ervan te mogen zijn, en Don Gil haalt een verborgen zwaard tevoorschijn, en belooft hem dat zijn wens vervult zal worden tijdens het banket dat hij de volgende avond zal geven. Met een blik stuurt Maria hen weg, en laat dan haar emoties de vrije loop. Maria de vrouw zoekt geen straf voor haar ontrouwe minnaar, maar Maria de koningin kan zulk gedrag niet tolereren.

### Derde bedrijf, eerstescène
De appartementen van de koningin.
In aanwezigheid van Don Gil en de lords Montague en Clinton zoekt Maria haar kleding voor het banket van vanavond uit. Fabiano komt binnen, en wil een privégesprek met haar. Ze wordt boos, en berispt hem voor zijn vrijpostigheid in aanwezigheid van anderen, en gaat weg, gevolgd door de edelen, die onderweg naar buiten Fabiano tarten. Alleen probeert hij zichzelf ervan te overtuigen dat de koningin slechts grillig is (Sol chi ti sfiori). Ten slotte houdt ze van hem, en hij veilig voor het gesar van de hovelingen. Zijn zelfvertrouwen wordt door Don Gil doorgeprikt door het lied dat hij voor Giovanna zong te herhalen. Fabiano antwoordt met een moedig zelfvertrouwen, en gaat op weg naar de grote zaal. Don Gil laat Gilberto binnen door een geheime deur en zegt dat hij op het signaal dat zijn wraak zal stillen moet wachten.

### Tweede scène
Een grote zaal in Windsor Castle.
De lords Clinton en Montague doen bij Fabiano het vermoeden wekken dat de koningin tijdens het bal een vorst van hem wil maken. Lord Clinton kondigt de koningin aan, en de edelen, ridders en dames zingen het koninklijke anthem als nadert, geëscorteerd door Don Gil (Dio, salvi I'eccelsa regina). Ze maakt een ronde door de zaal waarbij ze een moment stilhoudt voor Fabiano en een opmerking maakt over zijn opgewonden staat.
Er wordt een burleska gespeeld, waarop de edelen pogen te dansen, maar zonder succes. Aan het eind kondigt de page het banket aan. De koningin beveelt dat de gasten haar voor gaan, en ontvangt vervolgens een gezant van koning Filips, die een met juwelen bezet kistje overhandigt aan Don Gil om het aan Maria te geven. Het bevat een ring. In zichzelf mompelt Don Gil dat als Fabiano sterft, hij vorst van Ceuta zal worden (Questo cerchietto splendido). De koningin accepteert de ring, en geeft dan Don Gil het bevel Gilberto te halen, die binnenkomt en, op Maria's bevel, het zwaard trekt dat Don Gil hem gegeven heeft. Ze schreeuwt om hulp, maar fluistert tegen Gilberto dat hij moet zwijgen; hij zal zijn wraak hebben.
De hovelingen stormen binnen. Maria beschuldigt Gilberto ervan haar te willen vermoorden, en roept Fabiano aan haar zijde. Ze zegt tegen hem dat ze een speciale verrassing voor hem heeft, en op dat moment wordt Giovanna binnengebracht. De koningin beschuldigt Fabiano ervan de moordenaar van een wapen voorzien te hebben. De hovelingen vervloeken Fabiano (Su te, sciagurato). Hij ontkent trots, totdat Don Gil onthult dat het zwaard het wapen van Fabiano draagt. Gilberto onthult zichzelf als beschermer van Giovanna, waarna Fabiano instort. Maria is verheugd, terwijl Gilberto en Don Gil het lot danken dat zij hen dit moment hebben gebracht. Alleen Giovanna uit haar verschrikking.
Maria beveelt Lord Clinton de beul te halen. Op bevel van de koningin vraagt Don Gil aan Fabiano of hij Gilberto kent. De beul komt binnen en Maria wendt zich tot hem, en zegt dat hij oud is, en hem daarom het jonge hoofd van Fabiano geeft. Terwijl Maria de troon bestijgt leidt Don Gil Giovanna naar buiten, en wachters escorteren Fabiano en Gilberto naar de Tower.

### Vierde bedrijf
De gerechtszaal in de Tower.
De koningin is alleen, en wordt verscheurd tussen uit liefde genade schenken aan Fabiano of zijn executie toestaan vanwege zijn verraad van die liefde (Pit) intensamente io l'amo). Ze roept de trompetters, de sheriffs en Don Gil, die vanaf het balkon roept dat graaf Fabiano Fabiani binnen het uur zal sterven, maar dat, om het bloed van een burger te sparen, de koningin Gilberto gratie verleend heeft. Terwijl de menigte hun goedkeuring roept, belooft Maria Don Gil een hertogdom en andere beloningen, als hij ervoor zorgt dat het hoofd dat onder de bijl van de beul valt niet dat van Fabiano is, maar dat van Gilberto.
Nadat ze weg is, verheugt Don Gil zich over zijn keuzes (in poter mio tengo due teste). Als hij Gilberto laat executeren wordt hij een rijke Engelse hertog; als hij Fabiano verwijdert als minnaar van de koningin, zal de koning van Spanje hem belonen met een vorstendom. Nadat hij besloten heeft gaat hij snel weg.
Maria komt terug. Op de achtergrond bid een stel monniken voor de beschuldigden. Giovanna komt binnen om de koningin te bedanken voor de gratie van Gilberto. Maria, overstuur, probeert van haar af te komen. De processie die de verdoemde gevangene naar het schavot leidt komt langs de zaal. Maria onthult aan Giovanna dat Gilberto in Fabiano's plaats terechtgesteld zal worden. Giovanna smeekt haar vergeefs haar deze laatste slag te besparen, en vraagt aan Maria: "Maar wat als u, de verraadster, verraden wordt?" Maria roept panisch dat de executie gestopt moet worden. Iemand nadert vanuit de hal, en zowel Maria als Giovanna schreeuwen dat de indringer zich bekend moet maken. Gilberto verschijnt, en dankbaar werpt Giovanna zich aan zijn voeten. De koningin schreeuwt en bezwijmt.